# Wallmoden
Wallmoden er en by i Landkreis Goslar, i den tyske delstat Niedersachsen med 913 indbyggere (2018-12-31).  Den ligger nordvest for bjergkæden Harzen.  Den ligger mod nord i  amtet (Samtgemeinde) Lutter am Barenberge.  I kommunen ligger landsbyerne  Alt Wallmoden, Bodenstein og Neuwallmoden.
Mod nord løber floden Innerste, der er en biflod til Leine, gennem kommunen

## Nabokommuner
Wallmoden grænser mod nord til den kreisfri by Salzgitter og kommunen Baddeckenstedt (Landkreis Wolfenbüttel). Mod øst ligger kommunen Liebenburg, mod vest byen Bockenem (Landkreis Hildesheim) og mod syd amtets administrationsby Lutter am Barenberge.